# 以核武器进行威胁或使用核武器的合法性
《以核武器进行威胁或使用核武器的合法性》，是一宗具有里程碑意义的国际法案件。国际法院在该案中发表咨询意见指出：没有任何法律渊源，包括习惯法和条约法，明确禁止使用或以至于禁止拥有核武器。唯一的要求是，使用核武器必须符合自卫法和国际人道法的原则。
虽然世界卫生组织曾于1993年9月3日请求法院置评，但该请求因不符合世卫组织的权能而遭到拒绝。因此，1994年12月，联合国大会再次请求法院置评，法院于1995年1月受理。在判定核武器使用的合法性的同时，法院也探讨了国际司法机构的恰当权能、国际法院咨询意见的意义、国际人道法、战争法事宜。院方探讨了“莲花号案观点”的法律状态，转而应用了“法律不明”的概念。同时，本案也存在核威慑战略实践的合法性以及1968年《不扩散核武器条约》第六条的法律含义的问题。

## 世界卫生组织的诉请

世界卫生组织

最早请求对核武器问题的发表咨询意见的是1993年9月3日的世界卫生组织（WHO）。
鉴于对健康与环境的影响，一国在战争中或其它武装冲突中使用核武器是否违背其按国际法包括卫生组织《组织法》应尽的义务？
 — 世界卫生大会
国际法院在1993年至1996年期间受理了世卫组织的请求，该案被称为《一国在武装冲突中使用核武器的合法性》（第93号案件），又称《世卫组织核武案》。国际法院将1994年6月10日定为提交书面材料的时限，但在收到大量书面和口头材料后，后来将该日期延长至1994年9月20日。在审议该案后，法院拒绝就世卫组织问题发表咨询意见。1996年7月8日，法院以11票对3票裁定，该问题超出了《联合国宪章》第96(2)条规定的世卫组织的活动范围。

## 联合国大会的诉请

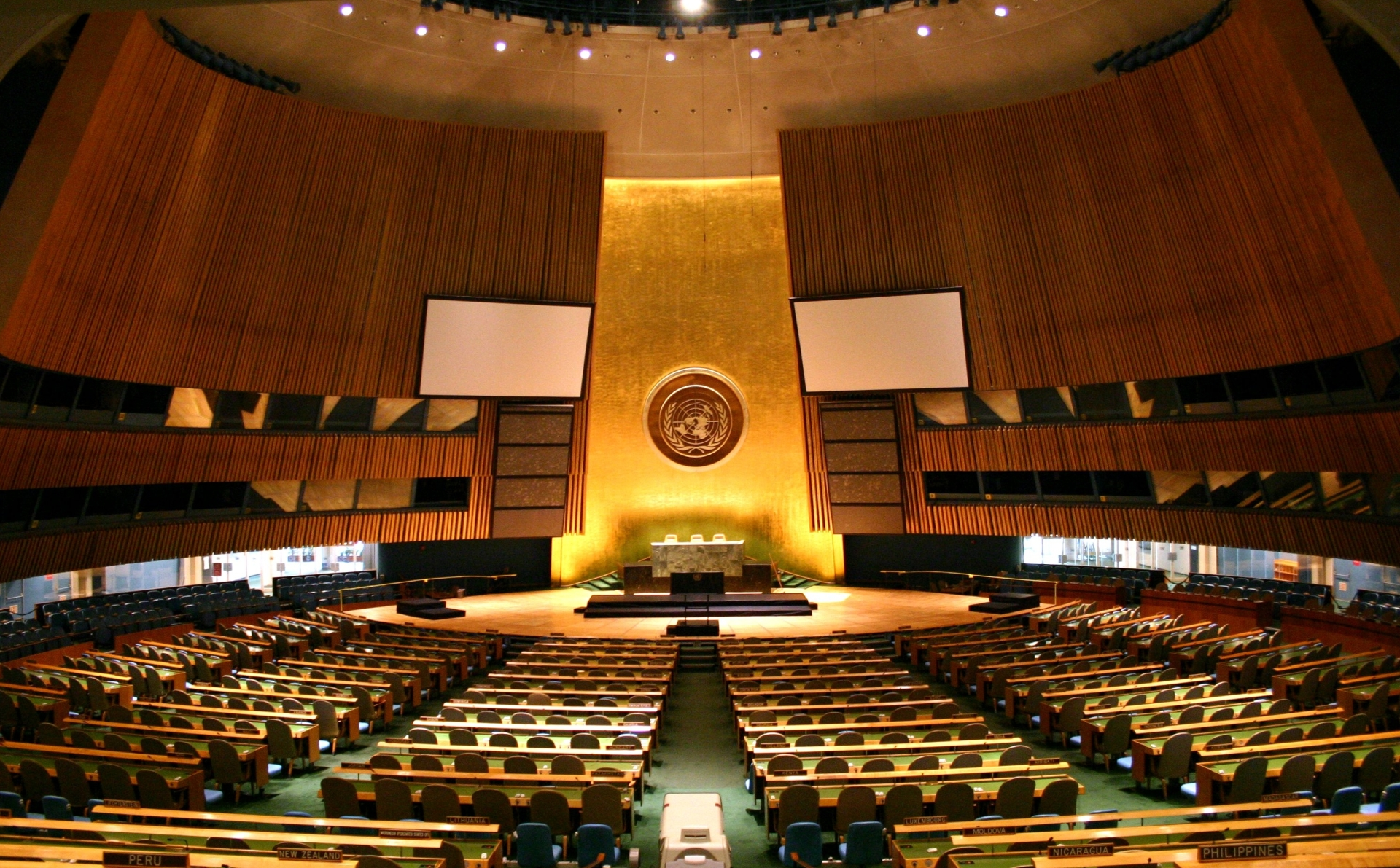
联合国大会

1994年12月15日，联大通过了A/RES/49/75K决议。决议要求国际法院紧急就以下问题发表咨询意见：
国际法是否允许在任何情况下以核武器进行威胁或使用核武器？
 — 联合国大会
该决议由78国投票赞成，43国反对，38国弃权，26国缺席通过，于1994年12月19日递交至法院。
大会在1993年秋就因不结盟运动的动议审议过咨询类似问题，但是不结盟运动未在同年提出请求。因多个核武国家在世卫案中提交书面意见，强烈表示世卫组织对相关事务没有对应权限，不结盟运动在次年将意愿付诸行动。法院后将1995年6月20日定为书面意见的提交日期。
共有42个国家参加了书面陈述程序，是法院有史以来诉讼程序参与方最多的一次。五个公认的核武器国家中，只有中华人民共和国未参与；而当时的三个非公认的核武器国家中则只有印度出庭。许多参与方是首次加入国际法院的诉讼程序的发展中国家，可能反映出了各国对核问题前所未有的关切，以及发展中国家在后殖民时代对国际司法程序越来越强的参与意愿。
口头陈述程序于1995年10月30日至11月15日开展。有22个国家参加：澳大利亚、埃及、法国、德国、印度尼西亚、墨西哥、伊朗、意大利、日本、马来西亚、新西兰、菲律宾、卡塔尔、俄罗斯、圣马力诺、萨摩亚、马绍尔群岛、所罗门群岛、哥斯达黎加、英国、美国、津巴布韦；以及世卫组织。联合国秘书处没有出庭，但向法院提交了一份档案，阐述了第49/75K号决议的历史。每个国家都有90分钟的时间进行陈述。

## 国际法院的裁决

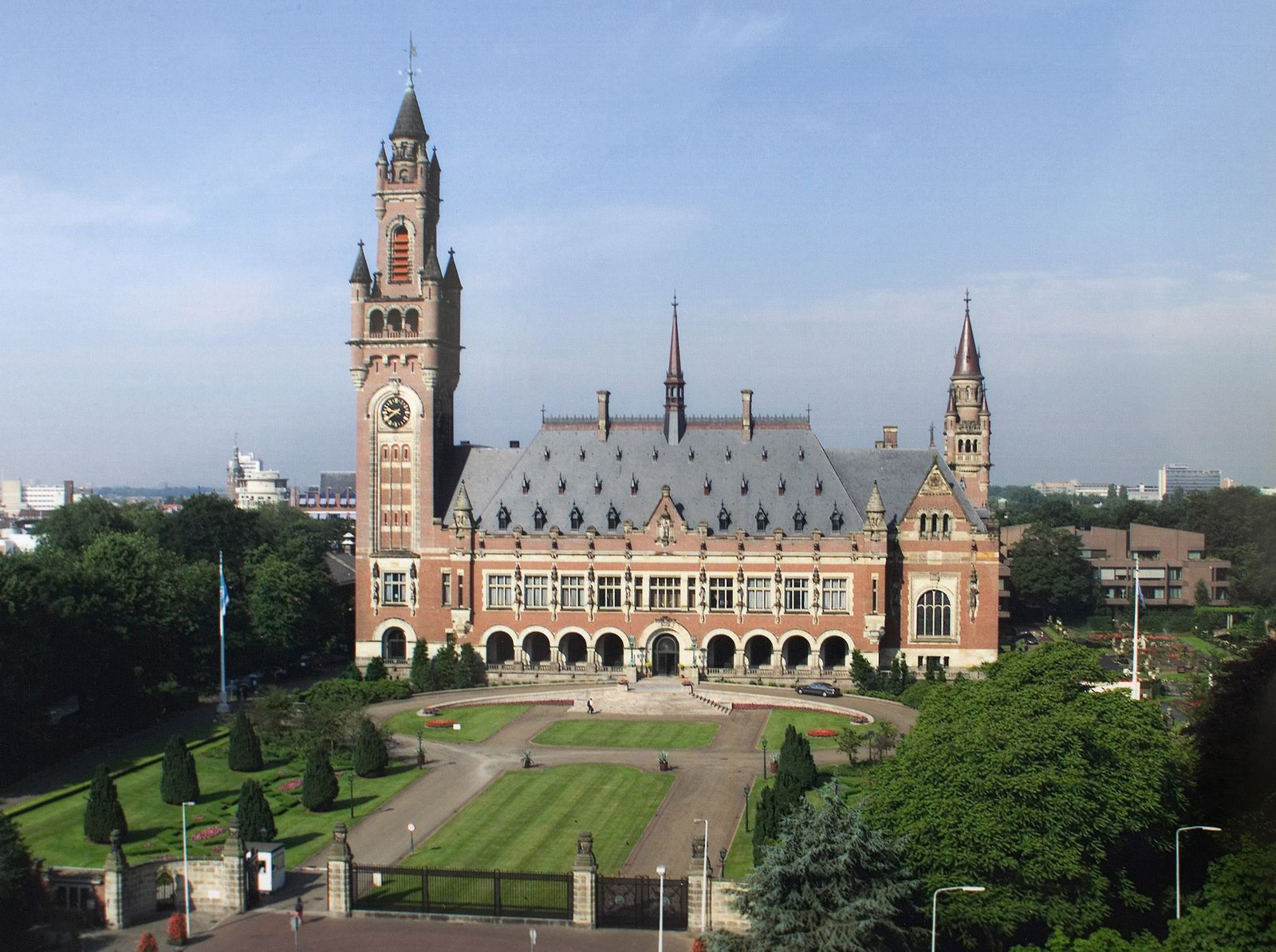
国际法院

1996年7月8日，在口头陈述程序结束近8个月后，国际法院发表了意见。

### 法院人员
国际法院由15名法官组成，由联合国大会和联合国安全理事会选出，任期9年。法院的“咨询意见”只能由特定的联合国组织提出请求，根据《法院规约》，它本质上是无约束力的。
就本案提供提供咨询意见的15名法官有：
| 穆罕默德·贝贾维院长                         | 阿尔及利亚     |
| 斯蒂芬·M·施韦贝尔副院长                     | 美国           |
| 小田滋法官                                  | 日本           |
| 吉尔伯特·纪尧姆法官                         | 法國           |
| 穆罕默德·沙哈布丁法官                       |                |
| 克里斯托弗·韦拉曼特里法官                   | 斯里蘭卡       |
| 雷蒙德·兰杰瓦法官                           | 马达加斯加     |
| 史久镛法官                                  | 中华人民共和国 |
| 卡尔-奥古斯特·弗莱施豪尔法官                | 德国           |
| 阿卜杜勒·G·科罗马法官                       |                |
| 赫尔切格·格萨法官                           | 匈牙利         |
| 弗拉德伦·S·韦列谢京法官                     | 俄羅斯         |
| 路易吉·法拉利·布拉沃法官                    | 義大利         |
| 罗莎琳·希金斯法官                           | 英国           |
| 安德烈斯·阿吉拉尔·莫兹利法官 （裁定前逝世） | 委內瑞拉       |

以及：
| 爱德华多·瓦伦西亚·奥斯皮纳书记官长 | 哥伦比亚 |

### 法院的评述

#### “威胁”与威慑
法院审议了核威慑问题，这涉及到在特定情况下将对敌人或潜在敌人使用核武器的“威胁”。这样的威胁是否违法？法院裁定（部分法官持不同意见）如果威胁的报复性打击符合军事必要原则和相称性原则，那么核威慑不一定是非法的。

#### 拥核的合法性
法院随后审议了拥有而非实际使用核武器的合法性问题。法院研究了各种条约，包括《联合国宪章》和《不扩散核武器条约》，发现没有任何条约语句明确地禁止拥有核武器。
第37-50段审视了《联合国宪章》（第37段：“本院现将根据《宪章》中有关威胁或使用武力的规定，处理诉诸核武器的合法性或非法性问题”）。第39段提到。“这些[即《宪章》]规定并不是针对具体的武器。它们适用于任何使用武力的行为，无论使用何种武器。《宪章》既没有明确禁止，也没有允许使用任何具体的武器，包括核武器。无论是根据条约法还是习惯法，一种本身已经非法的武器，并不因为它被用于《宪章》规定的合法目的而变得合法。”
第53-63段审视了其他条约（第53段：“因此，法院现在必须审查是否有任何禁止诉诸核武器的规定；它将首先确定是否有这方面的公约规定”），作为适用于武装冲突局势的法律的一部分（第51段：“在处理了《宪章》中有关威胁或使用武力的规定之后，本法院现在将转向适用于武装冲突局势的法律”）。特别是，关于“一些人提出的论点，即应以对待有毒武器的方式对待核武器”，法院的结论是，“在法院看来，根据[中略]1899年《海牙第二宣言》、1907年《海牙第四公约》附件或1925年《日内瓦议定书》的规定，无法将使用核武器视为特别禁止的行为”。有些人还认为，关于使用细菌或化学武器的“海牙公约”也适用于核武器，但法院不能采纳这一论点（“法院在明确禁止使用某些大规模毁灭性武器的条约中没有发现任何具体禁止诉诸核武器的规定”，第57段末）。
就“专门涉及[中略]核武器的获取、制造、拥有、部署和试验，而不具体涉及其威胁或使用的条约”，法院指出，这类条约“当然表明国际社会对这种武器越来越关注；法院由此得出结论，这类条约因此可被视为预示未来将普遍禁止使用这种武器，但它们本身并不构成这种禁止”。此外，关于禁止核武器的区域条约法源，即《特拉特洛科条约》（拉丁美洲）和《拉罗汤加条约》（南太平洋），法院指出，虽然这类条约“证明人们日益认识到需要将国家社会和国际公众从核武器的存在造成的危险中解放出来”，“但法院并不认为这些内容等同于全面和普遍禁止使用或威胁使用这种武器本身的常态。”。
最终，法院无法达成“法律确信”，即拥有核武器是非法的。只是，在实践中，自1945年以来，战争中并没有使用过核武器，而且有许多联合国决议谴责其使用（但这些决议没有得到普遍支持——显然，核大国会反对这些决议）。国际法院没有发现这些事实能够显示明确的习惯法绝对禁止核武器。
不过，有许多适用于战争的普适性人道法。例如，战斗人员专门以平民为目标是非法的，某些类型的武器造成无差别的伤害是被明确禁止的。所有国家似乎都遵守这些规则，使其成为国际习惯法的一部分，因此法院裁定这些法律也适用于核武器的使用。法院决定不对使用如果在极端情况（如国家生存面临危险）下作为最后手段使用核武器是否可能合法的问题发表意见。

### 法院裁判
法院进行了七次单独的表决，均获得了通过：
1. 法院决定满足征求咨询意见的请求；[32]
2. 法院答复：“无论是国际习惯法还是国际条约法，都没有特别授权以核武器进行威胁或使用核武器”；[33]
3. 法院答复：“无论是国际习惯法还是国际条约法，都没有全面普遍禁止以核武器进行威胁或使用核武器”；[34]
4. 法院答复：“凭借核武器使用威胁或武力，违反《联合国宪章》第二条第四款的，且不能满足第五十一条的全部要求的，是非法的”；[35]
5. 法院答复：“以核武器进行威胁或使用核武器应符合适用于武装冲突的国际法的要求，尤其是人道法的原则与规定的要求，还应符合明确涉及核武器的国际条约或其他承诺中的具体义务”；[36]
6. 法院答复：“以核武器进行威胁或使用核武器一般会违反适用于武装冲突的国际法的规定，尤其是人道法的原则和规定；然而，鉴于国际法的现状以及法院所掌握的事实要素，法院无法就国家存亡处于危急时进行自卫的极端情况下，以核武器进行威胁或使用核武器是合法还是非法明确得出结论”；[37]
7. 法院答复：“各方有义务秉持善意进行并完成谈判，以期在严格有效的国际监督下实现全面核裁军”。[38]

法院投票情况如下：
| 法官              | 国家              | 表决1 | 表决2 | 表决3 | 表决4 | 表决5 | 表决6 | 表决7 |
| ----------------- | ----------------- | ----- | ----- | ----- | ----- | ----- | ----- | ----- |
| 贝贾维院长        | 阿尔及利亚        | 支持  | 支持  | 支持  | 支持  | 支持  | 支持  | 支持  |
| 施韦贝尔副院长    | 美国              | 支持  | 支持  | 支持  | 支持  | 支持  | 反对  | 支持  |
| 小田滋法官        | 日本              | 反对  | 支持  | 支持  | 支持  | 支持  | 反对  | 支持  |
| 纪尧姆法官        | 法國              | 支持  | 支持  | 支持  | 支持  | 支持  | 反对  | 支持  |
| 沙哈布丁法官      |                   | 支持  | 支持  | 反对  | 支持  | 支持  | 反对  | 支持  |
| 韦拉曼特里法官    | 斯里蘭卡          | 支持  | 支持  | 反对  | 支持  | 支持  | 反对  | 支持  |
| 兰杰瓦法官        | 马达加斯加        | 支持  | 支持  | 支持  | 支持  | 支持  | 支持  | 支持  |
| 史久镛法官        | 中华人民共和国    | 支持  | 支持  | 支持  | 支持  | 支持  | 支持  | 支持  |
| 弗莱施豪尔法官    | 德国              | 支持  | 支持  | 支持  | 支持  | 支持  | 支持  | 支持  |
| 科罗马法官        |                   | 支持  | 支持  | 反对  | 支持  | 支持  | 反对  | 支持  |
| 赫尔切格法官      | 匈牙利            | 支持  | 支持  | 支持  | 支持  | 支持  | 支持  | 支持  |
| 韦列谢京法官      | 俄羅斯            | 支持  | 支持  | 支持  | 支持  | 支持  | 支持  | 支持  |
| 法拉利·布拉沃法官 | 義大利            | 支持  | 支持  | 支持  | 支持  | 支持  | 支持  | 支持  |
| 希金斯法官        | 英国              | 支持  | 支持  | 支持  | 支持  | 支持  | 反对  | 支持  |
| 结果（支持–反对） | 结果（支持–反对） | 13–1  | 14–0  | 11–3  | 14–0  | 14–0  | 7–7   | 14–0  |

#### 裁决分歧
唯一有重大分歧的裁定是关于“以核武器进行威胁或使用核武器是否一般会违反适用于武装冲突的国际法的规定”的问题，不包括“国家存亡处于危急时，进行自卫的极端情况下”的情况。然而，七位不同意见法官中的三位（即圭亚那的沙哈布丁法官、斯里兰卡的韦拉曼特里法官和塞拉利昂的科罗马法官）分别撰写意见，解释说他们持不同意见的原因是他们认为在任何情况下（即使国家的生存本身面临危险），使用核武器皆属非法的而无例外。第四名持不同意见的是日本的小田法官，主要原因是与其得出含糊其辞的结论之后使法院的信誉受损，不如开始时即拒绝发表咨询意见。
施韦贝尔副院长在其不同意见中评论道：
绝对不能接受在这样的尺度上使用核武器竟有合法的可能性：要或可能要导致数百万人在不分玉石的烈火和遮天蔽日的落尘中死去，在时间和空间上都留下深刻后患，并使得地球的大部分或全部地区都无法居住。
希金斯法官提到：
不排除一种可能性：如果这种武器的使用永远不可能符合人道法的规定，那么这种武器按照人道法就可能是非法的。
无论如何，法院的意见并没有根据当时的国际法现状明确和断然地得出结论：国家存亡处于危急时进行自卫的极端情况下，以核武器进行威胁或使用核武器是否在所有可能的情况下都必然是非法的。不过，法院的意见一致阐明，各方都有约束性义务，以善意进行谈判，并完成核裁军。

### 国际法院文档
- 本案相关的国际法院文档
- 以核武器进行威胁或使用核武器的合法性（总表第95号）
- 咨询意见摘要
- 个别法官的声明：
  - Bedjaoui院长的宣言
  - Herczegh法官的宣言
  - Shi法官的宣言
  - Vereshchetin法官的宣言
  - Ferrari Bravo法官的宣言
- 个别法官的单独意见：
  - Guillaume法官的单独意见
  - Ranjeva法官的单独意见
  - Fleischhauer法官的单独意见
- 个别法官的不同意见：
  - Schwebel副院长的不同意见
  - Oda法官的不同意见
  - Shahabuddeen法官的不同意见
  - Weeramantry法官的不同意见
  - Koroma法官的不同意见
  - Higgins法官的不同意见

## 延伸阅读
- David, Eric; "The Opinion of the International Court of Justice on the Legality of the Use of Nuclear Weapons" (1997) 316 International Review of the Red Cross 21.
- Condorelli, Luigi; "Nuclear Weapons: A Weighty Matter for the International Court of Justice" (1997) 316 International Review of the Red Cross 9, 11.
- Ginger, Ann Fagan; "Looking at the United Nations through The Prism of National Peace Law," 36(2) UN Chronicle62 (Summer 1999).
- Greenwood, Christopher; "The Advisory Opinion on Nuclear Weapons and the Contribution of the International Court to International Humanitarian Law" (1997) 316 International Review of the Red Cross 65.
- Greenwood, Christopher; "Jus ad Bellum and Jus in Bello in the Nuclear Weapons Advisory Opinion" in Laurence Boisson de Chazournes and Phillipe Sands (eds), International Law, the International Court of Justice and Nuclear Weapons (1999) 247, 249.
- Holdstock, Dougaylas; and Waterston, Lis; "Nuclear weapons, a continuing threat to health," 355(9214) The Lancet 1544 (29 April 2000).
- Jeutner, Valentin; "Irresolvable Norm Conflicts in International Law: The Concept of a Legal Dilemma" (Oxford University Press 2017), ISBN 9780198808374.
- McNeill, John; "The International Court of Justice Advisory Opinion in the Nuclear Weapons Cases--A First Appraisal" (1997) 316 International Review of the Red Cross 103, 117.
- Mohr, Manfred; "Advisory Opinion of the International Court of Justice on the Legality of the Use of Nuclear Weapons Under International Law--A Few Thoughts on its Strengths and Weaknesses" (1997) 316 International Review of the Red Cross 92, 94.
- Moore, Mike; "World Court says mostly no to nuclear weapons," 52(5) Bulletin of the Atomic Scientists, 39 (Sept-October 1996).
- Moxley, Charles J.; Nuclear Weapons and International Law in the Post Cold War World (Austin & Winfield 2000), ISBN 1-57292-152-8.